# Florens (provins)
Florens var en provins i regionen Toscana i Italien. Florens var huvudort i provinsen. Provinsen var en del av Storhertigdömet Toscana fram till 1859 och ingick i Centralitaliens förenade provinser innan det efter en folkomröstning annekterades av Kungariket Sicilien 1860. Provinsen upphörde den 31 december 2014 och kommunerna uppgick i storstadsregionen Florens.

## Världsarv i provinsen
- Florens historiska centrum världsarv sedan 1982.

## Administration
Provinsen Florens var indelad i 42 comuni (kommuner) 2014.
| Datum          | Ny kommun                 | Kommuner som upphörde                     |
| -------------- | ------------------------- | ----------------------------------------- |
| 1 januari 2014 | Figline e Incisa Valdarno | Figline Valdarno och Incisa in Val d'Arno |
| 1 januari 2014 | Scarperia e San Piero     | San Piero a Sieve och Scarperia           |